# Canthium schlechterianum
Canthium schlechterianum är en måreväxtart som beskrevs av Elmer Drew Merrill och Lily May Perry. Canthium schlechterianum ingår i släktet Canthium och familjen måreväxter.
Artens utbredningsområde är Papua Nya Guinea. Inga underarter finns listade i Catalogue of Life.